# E.G.コンバット
『E.G.コンバット』（イージーコンバット）は、秋山瑞人による日本のライトノベル。原作・イラストは☆よしみるが担当している。電撃文庫（メディアワークス）より1998年6月から刊行されている。

## ストーリー
西暦2029年7月9日。地球はプラネリアムという未知の生物の攻撃を受ける。結果、近代産業文明は48時間でほぼ壊滅、人口も激減した。その6ヶ月後、火星開発の拠点として開発された月から地球に舞い降りた「救世軍」と称する人類の軍隊が地球の残存兵力と合流。プラネリアムの活動範囲を狭いエリアに押し込むことにようやく成功した。西暦2041年救世軍は地球、月の統一を発表する。
プラネリアムの正体は不明だが、女性を狙うこと、月にはほぼ存在しないことが確認される。対策として救世軍は全女性人口月面移住計画「ジュリエット計画」を発動させる。その結果、女性しかいない月とほぼ男性のみの地球が出来上がった。
西暦2067年の現在。絶望的な戦いは現在も継続中。本編の主人公、ルノア・キササゲ大尉は地球に滞在する数少ない女性。歴戦の英雄だが、左遷され月の訓練校教官として劣等生ばかりのアマルス隊を任される。個性豊かな教え子たちとの日々が始まって…。

## 登場人物
ルノア・キササゲ
本編の主人公。救世軍のクレイプ操縦士にして、北米部隊中最年少の大尉。野戦用の反応回路を脳に焼いており、地球では“反応速度の女神”の異名を取った。
オルドリン訓練生時代はヤマグチ隊の右腕管制士兼右側銃砲手であったが、卒業前にA-99クレイプVRプロトの初世代パイロットに抜擢され、ヤマグチ隊を除籍されている。オルドリン卒業後、北米管区で多脚機甲部隊に伍長として配属、曹長に昇進したのち、大規模生成晶集積"L.O.P."殲滅作戦の第11次選抜、通称「シナリオ11」に強襲偵察部隊として参加。そこでの功績が認められ、三階級特進で大尉となる。その後K2遊撃小隊の小隊長を務めていたが、仇敵ラセレーナの策略で月へ左遷され、222班D隊の教官となる。
歴代生成晶撃破数第7位。兵器運用の腕も高いが、G検初段（実際の格闘能力はそれ以上）を所有しており、肉弾戦による格闘も得意とする。シナリオ11からの帰還者として英雄的な見られ方をするが、本人は周囲の視線に気付いていなかった。負けず嫌いで真っ直ぐ、闊達な性格だが、気弱で自己評価が低い面もある。恋人はマナッド・アムラスト。本編開始時における年齢は21歳。

アマルス・ヒホン
伍長、GARPの操脚長兼主砲管制士。222班の班長で実質的なまとめ役。ぞんざいな態度と言葉遣い、喧嘩っ早い面があるが、面倒見がよく姉御肌な性格。
ルノアが222班の教官として就任するまでは、数々の嫌がらせや自分たちの成績の悪さを達観し、半ば諦めていたが、ルノアと衝突を繰り返しつつもその指導を受け成長することで、戦いにおける自らの役割に前向きになっている。好きなタバコの銘柄は南大門。バイクの趣味がある。本編開始時における年齢は18歳。

チュン・マリポ
二等砲手、GARPの右腕管制士兼右側方銃手。元気少女。ルノアの大ファン。背が小さいことをコンプレックスにしているが、非常な頑張り屋。また、222班の中では最も真面目な性格をしており、それ故に損な役回りとなることも多い。料理に苦手意識を持つ。本編開始時における年齢は17歳。

チャーミー・グリント
二等通信士、GARPの通信士兼情報管理者。天然の大ぼけでおっとりとした性格だが、電子情報戦略系では比類のない才能を持ち、モナ・マッケンジー、カデナ・メイプルリーフを抑えて電情戦の科目で成績首位に立つ。その腕前はクリフト家の有する通信衛星の電子防壁をたやすくくぐり抜けるほど。また、大本営の情報曹長に面と向かって「（電情戦において）あなた方が束になっても、わたしのシッポをつかめる可能性はゼロです」と豪語している。料理も得意だが、運動は大の苦手。本編開始時における年齢は18歳。

アイ・ブランシュ
三等砲手、GARPの電源機関士兼後方銃手。可愛いだけだが、可愛い。一人称が「アイちゃん」であったりと、幼い子供のような言動が特徴で、222班の中ではマスコット的地位を占める。
また、極めて狭い範囲の特定の情報に対してのみ異常なまでの記憶力を持つ。哨戒任務同行演習においてはその記憶力が窮地を脱する手掛かりとなった。『寝たきれ！ 寝たきり刑事‼︎』の大ファン。本編開始時における年齢は16歳。

ペスカトーレ・メッシナ
三等砲手、GARPの左腕管制士兼左側方銃手。言動が意味不明の電波。ただし、ここぞというところでは非常に高い状況判断能力を見せる。また、哨戒任務同行演習における騒動の裏側を断片的な情報で正確に見抜くなど、実は洞察力もかなり高い。そういった点にアマルスは気づいており、「この隊の隠れた副官」と評している。本編開始時における年齢は19歳。

GARP
正式名は"GARP.LUNOR.rn.luna"。222班D隊の双脚砲台を操縦する流体脊髄ユニット。ルノアをして「当たり」と言わしめるほど優秀な学習能力を持つ。
基本的に理知的・理論的な性格だが、他の流体脊髄にはあまり見られないアツい面や人間味のある面が見られる。ルノアの「流体脊髄の手を借りずに双脚砲台を操縦する」という特殊な指導方針に、当初はやや納得のいっていない様子であったが、それでも要所要所で222班の五人に的確な助言を与えて窮地をくぐり抜けて来た。哨戒任務同行演習中に一度記憶を失ったが、持ち前の優秀な学習能力や、人間味のあるくだけた性格はあまり変わっていない。

カデナ・メイプルリーフ
伍長。S20班の班長。救世軍屈指のエリート訓練生。七歳でホーキング奨学制度の対象となり、十六歳でコペルニクス学園都市の大学院を卒業。物理学博士の称号を持つ。オルドリン入学一日目にして、ありとあらゆる歴代記録を塗り替えた。有重力戦闘操機と近代多脚兵器運用戦術を得意とし、さらにはG検二段を持つ。
ルノアの大ファンであり、ルノアへの憧れから、大学院卒業後には周囲の反対を押しのけてオルドリン入学を決めた。努力を惜しまない真面目な性格ゆえに成績不良生であるアマルスたちを目の敵にし、苛烈な嫌がらせを行なう。また優秀すぎるが故にS20班には指導教官がつかず、訓練生でありながら教官の役割も兼任している。そのことに大きな重圧を感じており、また教官がいつまでも決まらないことに焦りを感じてもいた。本編開始時における年齢は17歳。

ラセレーナ・クリフト
救世軍チベット総督府の重鎮・ベルナルド・クリフトのひとり娘であり、超を三つ重ねるほどのエリート。性格は悪辣にして陰険。その一方で軍人としての実力は高く、ルノアも「弛まぬ努力によって獲得されたもの」と評している。
オルドリン訓練生時代にはクリス隊に班長として所属。ルノアの一つ上の先輩にあたり、その時から互いに目の敵にしていた。オルドリン卒業後北米総司令部に配属され、最年少にして大尉となる。が、その記録をルノアによって塗り替えられたことに嫉妬し、クリフト家の権力を用いてルノアを月に左遷した。本編開始時における年齢は22歳。

小夜子・ヤマグチ
大佐、コロニー軍守備隊次官兼オルドリン月面基地司令官。訓練生時代のルノアが所属していた「ヤマグチ隊」の元指導教官。刃物のような美貌、長身の痩躯、その見た目にたがわぬ冷静かつ沈着な性格。教官時代には訓練生の恐怖と憎悪を一身に受ける鬼教官であったが、ルノアは「怒鳴ったところなんて見たことない」と回想している。ルノアは「教官」という肩書の重圧から逃れるため、当初は「ヤマグチ教官のような教官になろうと努力してき」たが、それに対し「手柄と一緒に、責任を押し付けるのはやめて」と切り捨てている（一方で、これがルノアにとって“呪い”を解く一つの転機となった）。彼女の冷淡とも言えるドライさは、教え子の死を度々経験し「訓練生を救世軍のコマとしかみなさなず、自分はそのコマに勝つための方法を教える機械である」という姿勢をとるようになったことからくるものだった。
このように、作戦運用や情報戦における駆け引きでは冷淡とすら言える合理性を見せるが、一方でルノアを飲みに誘った際には恋人の話題を振るなど人間らしい一面もある。ルノアからは今もなお畏怖を向けられる存在であるが、哨戒任務同行演習におけるルノアの行動を予測しきれなかったり、ルノアの基地脱走計画に全く気付かないなど、完全無欠ではない甘さが残っていることがうかがえる。
ルノアによるオルドリン脱走の後、オルドリン基地司令を罷免されている。
ちなみに血統的には純血に近い日本人だが、日本文化圏での生活経験がないため特に日本に詳しいわけではない。
本編開始時における年齢は27歳。

キスカ・トレツォフ
中尉、セント・ヴェルヌ偵察中隊キスカ斥候隊分隊長。
訓練生時代は伍長としてルノアとともにヤマグチ隊に所属。当時はしばしばルノアを（おそらくは親愛ゆえに）いじめていたようだが、その実面倒見の良い姉御肌だったであろうこともうかがえる。「小生」の一人称、「である」口調、常に語尾に「！」をつけるといった独特な喋りからふざけているような印象を受けるが、それもまた彼女なりの気遣いの表れと言える。
ヤマグチ隊で訓練を受けただけのことはあり、戦闘の際は素早い反応と的確な指示、そして隊員の精神面への配慮など、指揮官としての（独特ではあるが）高い能力を有している。
222-D班は哨戒任務同行演習の際、キスカ斥候隊に同行、キスカは同演習の現場責任者を務めた。キスカ隊のクレイプには「漢」「寿」「祭」「轟」「勇」「侠」、双脚砲台には「難波之超特急(RANDY)」「人情紙風船（ALEX）」と漢字で名前が付けられているが、これはキスカの教官が日系人であるヤマグチ教官であったためだろうとされている。
本編開始時における年齢不明。
彼女の生きざまは、彼女のクレイプの名の通り、まさに「漢」であった。

ヤヨイ・キサラギ
小夜子の秘書兼アシスタント。16歳。

マナッド・アムラスト
ルノアの恋人。地球の、太陽地球系エネルギーバイオスフェア国際共同研究所所員。26歳。自転車に乗れない。

キース
ルノアの元部下。作中では既に故人となっている。

OEDIPA（エディパ）
ルノアの訓練生時代の双脚砲台。

モナ・マッケンジー
伍長。IQ210で、カデナに匹敵する知能の持ち主。少女趣味。喋り方がおっさん。150cm、130kg。

ブルース・ジュリアン・ベイカー
北米管区軌道防空師団101輸送中隊の航空中尉。“居眠り”のブルースと呼ばれる、北米管区中最年長の男。いないはずの妻と会話し、いないはずの息子を自慢する。

崔容弼（チェヨンピル）
オルドリンの売店主任のおばさん。こたつ好き。

ベルナルド・クリフト
北米総司令官。ラセレーナの父。わるいこ。

K2
ルノアが小隊長を務めていた遊撃小隊。現在はラセレーナの部下。メンバーはそれぞれ、ロレンゾ・ブラコフ（少尉）、ジョーイ・ウィングローブ（伍長）、ヴィンセント・エリクセン（伍長）、ニール、クリス、ナラティ、ブラッカム、サノ、コイタバシ、キース。

## 用語

### プラネリアム
2029年、突如として地球上で侵攻を開始した未知の生物。被害状況からの推定では2029年7月9日アフリカ大陸中央部に降下、その後24時間で人口を4割にまで激減させ、48時間で人類の近代産業文明を壊滅させたとされる。「生成晶」と呼ばれる卵・繭から単一または複数の個体が発生し増殖する。生殖行為を行うかは不明である。分布が極端に地球に偏っており月ではほとんど活動が見られない、女性を集中的に狙う、といった特性を持っており、「ジュリエット計画」はこれらの特性を利用した一応の対抗策である。その正体については野生動物説、生物兵器説、神罰説など様々あるが、2067年になってなお不明のままである。
2041年、救世軍によって「プラネリアム」と呼称することが発表された。
形態ごとに差異があるようだがおおむねの外見は人型に近く、直立歩行を行う。体表面は甲殻で覆われ、異様な見た目から憎悪をこめて「猿」「エテ公」といった俗称で呼ばれることが多い。
指揮個体（エイプ・ロード）を中心とする集合、すなわち〝群れ〟単位で行動し、救世軍では指揮個体の指揮波の周波数によってこれらを識別している。オルドリンには『ジャック・カンパニー』と『ゾディアック・ブラザーズ』の最低二つのプラネリアム集合が存在することが判明している。
プラネリアムは電磁波の発生・感知が可能であり、個体間のやり取りも電磁波で行う。この能力は兵器運用において電子情報技術を不可欠なものとする地球人類の工学技術に極めて効果的であり、ソナーのように使用しての索敵、機器の発する電波を感知することによる捕捉、さらには電磁パルスにより電子機器を撹乱・ダウンさせる個体も存在する。敵に察知されることを防ぐために自らが発する電磁波に迷彩処理を施すこともでき、単なる動物的な鳴き声ではない。一方で、この電磁波を感知する能力を逆手にとってプラネリアムを攪乱・誘導することも可能である。
個体にもよるが、基本的に接近しての白兵戦闘をおこない、その際は四肢から「プラズマウィップ」と呼ばれるブレード上のプラズマを励起させて攻撃に用いる。
指揮個体のほかにもいくつかの形態が確認されており、それぞれ独自の呼称が存在する。

#### 指揮個体（エイプ・ロード）
プラネリアム集合に通常は複数体ずつ存在する統率個体。「α」とも呼ばれる。各々固有の周波数の指揮波を持ち、それによって識別される。オルドリンには最低でも4体の指揮個体が存在することが確認されている。オルドリンに生息するもの以外も含め、3巻までに登場したのは以下の3体。

##### グレイ・ウォーチーフ
体高約15メートル、非人間型の指揮個体。2063年12月19日、北米管区サザンパシフィック防衛線において、ルノアが地球で初配属された部隊を壊滅させたプラネリアム集合を統率していた。サザンの防衛戦において、救世軍は輸送中隊の撤退路確保のため三個小隊をもって撃滅を図ったが、およそ二時間で全滅。生き残ったのはルノアを含め三名であった。

##### ドラゴンシャッド
オルドリンに存在する指揮個体のうちの一体。コードは「α3－ZL」。『ゾディアック・ブラザーズ』と呼ばれる集合を統率する指揮個体のうちの一体。
ドラゴンシャッドが率いていた『ゾディアック・ブラザーズ』は、オルドリン第13期哨戒任務同行演習中にオルドリン第6階層に出現、同任務中のキスカ隊及びルノア隊と会敵・交戦し、キスカ隊を全滅させた。その後撤退中のルノア隊をドラゴンシャッドが襲撃、GARPに大きな損傷を与えるもののGARPとルノアによって撃滅された。

##### α5
オルドリン第13期哨戒任務同行演習中にドラゴンシャッドとともに出現したゾディアック系の指揮個体。救世軍のデータベースにないいわゆる「検索不能ファイル」であり、それまで未確認の個体であった。

#### マローダー
特色ある描写はないが、数の多さを鑑みるに一個体の戦闘能力はプラネリアムの中では比較的低く、いわば“雑兵”かと思われる。第13期哨戒任務同行演習においてキスカ隊とルノア隊が最初に会敵したのが二体のマローダーだった。キスカ隊のアルーシャ、リンおよびキスカはマローダーの大群からアマルスらを逃がすために殉死している。

#### ハボック
一定周期で歩行形態と飛行形態を遷移する独特の性質を持つ個体。歩行形態時は左腕の倍近い長さの右腕を第三の足とし、直立三足歩行を行う。体内の「体液嚢（ケミカルマイン）」に強酸液を有し、別名「自殺個体」と呼ばれる。ハボックは敵に接近し「体液嚢撃発過程（ケミカルマイン・ファイアリング・プロトコル）」という生物学的なプロトコルによって体液嚢を爆発させることで一種の自爆攻撃を行う。「体液嚢撃発過程」は嚢内への酸素供給、嫌気性の抑制バクテリアの死滅、抑制物質の減少による生化学反応の促進、神経刺激によるトリガー爆発、という過程をたどり、爆発により飛び散った強酸性の嚢液が双脚砲台やクレイプの装甲を物理的に侵蝕する。
哨戒任務同行演習においてアマルスたちが初めて目にしたプラネリアムはこの自殺個体であった。

#### モスキート
体長約3メートル、プラネリアムの中では比較的小型の個体。プラネリアムは基本的に二足歩行を行うが、モスキートは四足歩行での高速移動も行う。

#### ウーフー
極めて稀少かつ特殊な個体。プラネリアムの変種であるスキロイド属の一派からさらに分化したものと言われており、個体の確認自体が2063年ごろの新種である。直接戦闘には加わらず、前肢が変化したものと言われる巨大な鈎状の器官から超強力かつ超広域の電磁パルス——通称ＥＭＰバラージ——を発生させる。ウーフーはＥＭＰバラージを発生させると5分ほどで絶命するが、この核爆発レベルのきわめて強力な電磁パルスは兵器その他の電子機器の電子装備を軒並みダウンさせ、一体のみで壊滅的な被害をもたらしうる。
第13期哨戒任務同行演習中に出現、オルドリンの管制・通信システムに大きな損害を与え、ナスカシステムの約60％の機能を喪失させた。

## 漫画版
『月刊コミックコンプ』1992年12月号より掲載。

## 既刊一覧
- 秋山瑞人（著）・☆よしみる（原作・イラスト） 『E.G.コンバット』 メディアワークス〈電撃文庫〉、既刊3巻（1999年7月10日現在）
  1. 1998年6月10日発売、ISBN 4-8402-0900-6
  2. 1998年12月10日発売、ISBN 4-8402-1036-5
  3. 1999年7月10日発売、ISBN 4-8402-1239-2